# Pandemonium (album de Vald)
 (avril 2025).
Pour les articles homonymes, voir Pandemonium (homonymie).
Albums de Vald
V
(2022)
Pandemonium est le cinquième album studio du rappeur français Vald sorti le 28 mars 2025.
Une réédition de l'album est sortie le 23 mai 2025 sous le nom de Pandemonium Reloaded avec des titres revisités par Vladimir Cauchemar et Todiefor.

## Liste des titres
| Pandemonium (Édition standard) | Pandemonium (Édition standard)      | Pandemonium (Édition standard) | Pandemonium (Édition standard) | Pandemonium (Édition standard) | Pandemonium (Édition standard) | Pandemonium (Édition standard) | Pandemonium (Édition standard) | Pandemonium (Édition standard) | Pandemonium (Édition standard) |
| No                             | Titre                               | Producteur(s)                  | Durée                          |                                |                                |                                |                                |                                |                                |
| ------------------------------ | ----------------------------------- | ------------------------------ | ------------------------------ | ------------------------------ | ------------------------------ | ------------------------------ | ------------------------------ | ------------------------------ | ------------------------------ |
| 1.                             | Dieu merci                          | BBP                            | 4:20                           |                                |                                |                                |                                |                                |                                |
| 2.                             | Régulation                          | BBP                            | 2:07                           |                                |                                |                                |                                |                                |                                |
| 3.                             | Léthargie                           | Seezy                          | 2:15                           |                                |                                |                                |                                |                                |                                |
| 4.                             | Pandemonium                         | Seezy                          | 2:33                           |                                |                                |                                |                                |                                |                                |
| 5.                             | FLPVCOF                             | Seezy                          | 4:20                           |                                |                                |                                |                                |                                |                                |
| 6.                             | Gauche Droite                       | BBP                            | 3:25                           |                                |                                |                                |                                |                                |                                |
| 7.                             | Roche noire                         | BBP                            | 4:28                           |                                |                                |                                |                                |                                |                                |
| 8.                             | Darknet                             | BBP                            | 2:55                           |                                |                                |                                |                                |                                |                                |
| 9.                             | Fumée                               | BBP                            | 3:36                           |                                |                                |                                |                                |                                |                                |
| 10.                            | Que des problèmes                   | Seezy                          | 2:57                           |                                |                                |                                |                                |                                |                                |
| 11.                            | UFOV                                | BBP                            | 3:33                           |                                |                                |                                |                                |                                |                                |
| 12.                            | Superman                            | BBP                            | 3:19                           |                                |                                |                                |                                |                                |                                |
| 13.                            | Prozaczopixan                       | Benjay                         | 2:11                           |                                |                                |                                |                                |                                |                                |
| 14.                            | Interlude                           | BBP                            | 2:39                           |                                |                                |                                |                                |                                |                                |
| 15.                            | 93 milliards (feat. Suikon Blaz AD) | BBP                            | 4:48                           |                                |                                |                                |                                |                                |                                |
| 16.                            | Les échappés                        | Dolor                          | 2:49                           |                                |                                |                                |                                |                                |                                |
| 17.                            | Paradis perdu                       | Seezy                          | 3:30                           |                                |                                |                                |                                |                                |                                |
| 55:53                          |                                     |                                |                                |                                |                                |                                |                                |                                |                                |

| 18. | PTSD     | Seezy | 2:23 |
| 19. | Victoire | Seezy | 2:50 |
| 20. | Démon    | Seezy | 2:15 |

| Pandemonium Reloaded (Réédition) | Pandemonium Reloaded (Réédition) | Pandemonium Reloaded (Réédition) | Pandemonium Reloaded (Réédition) | Pandemonium Reloaded (Réédition) | Pandemonium Reloaded (Réédition) | Pandemonium Reloaded (Réédition) | Pandemonium Reloaded (Réédition) | Pandemonium Reloaded (Réédition) | Pandemonium Reloaded (Réédition) |
| No                               | Titre                            | Durée                            |                                  |                                  |                                  |                                  |                                  |                                  |                                  |
| -------------------------------- | -------------------------------- | -------------------------------- | -------------------------------- | -------------------------------- | -------------------------------- | -------------------------------- | -------------------------------- | -------------------------------- | -------------------------------- |
| 1.                               | Démon                            | 1:36                             |                                  |                                  |                                  |                                  |                                  |                                  |                                  |
| 2.                               | Dieu merci                       | 2:24                             |                                  |                                  |                                  |                                  |                                  |                                  |                                  |
| 3.                               | Régulation                       | 2:37                             |                                  |                                  |                                  |                                  |                                  |                                  |                                  |
| 4.                               | Tal / Tal                        | 3:06                             |                                  |                                  |                                  |                                  |                                  |                                  |                                  |
| 5.                               | Que des problèmes                | 2:04                             |                                  |                                  |                                  |                                  |                                  |                                  |                                  |
| 6.                               | Prozaczopixan                    | 2:13                             |                                  |                                  |                                  |                                  |                                  |                                  |                                  |
| 7.                               | Interlude                        | 2:41                             |                                  |                                  |                                  |                                  |                                  |                                  |                                  |
| 8.                               | Gauche Droite                    | 2:18                             |                                  |                                  |                                  |                                  |                                  |                                  |                                  |
| 9.                               | Rap RIP                          | 2:39                             |                                  |                                  |                                  |                                  |                                  |                                  |                                  |
| 10.                              | Darknet                          | 3:05                             |                                  |                                  |                                  |                                  |                                  |                                  |                                  |
| 11.                              | UFOV                             | 2:41                             |                                  |                                  |                                  |                                  |                                  |                                  |                                  |
| 12.                              | Pandemonium                      | 3:09                             |                                  |                                  |                                  |                                  |                                  |                                  |                                  |
| 13.                              | FLPVC                            | 2:33                             |                                  |                                  |                                  |                                  |                                  |                                  |                                  |
| 14.                              | Mym                              | 0:56                             |                                  |                                  |                                  |                                  |                                  |                                  |                                  |
| 15.                              | Superman                         | 2:32                             |                                  |                                  |                                  |                                  |                                  |                                  |                                  |
| 16.                              | Victoire                         | 3:12                             |                                  |                                  |                                  |                                  |                                  |                                  |                                  |
| 39:46                            |                                  |                                  |                                  |                                  |                                  |                                  |                                  |                                  |                                  |

## Clips vidéos
- Gauche Droite : 28 février 2025
- Dieu merci : 1er avril 2025
- Tal / Tal : 25 mai 2025
- Prozaczopixan : 23 juillet 2025

## Accueil commercial
Sur Spotify, l'album réalise un démarrage de 3,35 millions de streams en 24 heures. L'album s'écoule à 28 858 exemplaires en trois jours et à 38 571 exemplaires en une semaine.

## Certifications et classements

### Classements
| Classement (2025)            | Meilleure position |
| ---------------------------- | ------------------ |
| Belgique (Wallonie Ultratop) | 2                  |
| France (SNEP)                | 1                  |
| Suisse (Schweizer Hitparade) | 6                  |

### Certifications et ventes
| Région        | Certification | Ventes/Streams |
| ------------- | ------------- | -------------- |
| France (SNEP) | Or            | 50 000         |